# Patissodes
Patissodes is een geslacht van vlinders van de familie grasmotten (Crambidae), uit de onderfamilie Spilomelinae.

## Soorten
- P. fulvinotata Hampson, 1919
- P. heldi Hering, 1903